# Тензор Річчі
Тензор Річчі, названий на честь Грегоріо Річчі-Курбастро, задає один із способів вимірювання кривини многовиду, тобто ступеня відмінності геометрії многовиду від геометрії плоского евклідового простору. Тензор Річчі, точно так само як метричний тензор, є симетрична білінійна форма на дотичному просторі ріманового многовиду. Грубо кажучи, тензор Річчі вимірює деформацію об'єму, тобто ступінь відмінності n-вимірних областей n-вимірного многовиду від аналогічних областей евклідового простору.
Зазвичай позначається {\displaystyle \mathrm {Ric} } або {\displaystyle \mathrm {Rc} }.

## Означення
Нехай {\displaystyle (M,g)} — n-вимірний ріманів многовид, а {\displaystyle T_{p}M} — дотичний простір до M в точці p. Для будь-якої пари {\displaystyle \xi ,\eta \in T_{p}M} дотичних векторів в точці p, тензор Річчі {\displaystyle \mathrm {Ric} (\xi ,\eta )}, за означенням, відображає {\displaystyle (\xi ,\eta )} в слід лінійного автоморфізма {\displaystyle T_{p}M\to T_{p}M}, що заданий тензором кривини Рімана R:
{\displaystyle \zeta \mapsto R(\zeta ,\eta )\xi }
Якщо на многовиді задані локальні координати, то тензор Річчі можна розкласти за компонентами:
{\displaystyle \operatorname {Ric} =R_{ij}\,dx^{i}\otimes dx^{j}}
де {\displaystyle R_{ij}={R^{k}}_{ikj}.} — слід тензора Рімана в координатному представлені.